# Stara Dąbrowa (województwo zachodniopomorskie)
Stara Dąbrowa – wieś w Polsce położona w województwie zachodniopomorskim, w powiecie stargardzkim, siedziba gminy Stara Dąbrowa, 11,5 km na północny wschód od Stargardu (siedziby powiatu), przy trasie Stargardzkiej Kolei Wąskotorowej.
W latach 1975–1998 miejscowość położona była w województwie szczecińskim.

## Zabytki
- dwór z końca XVIII w., parterowy, gładkie elewacje w kolorze pomarańczowym, dach naczółkowy, relikty gorzelni, park dworski[4].
- kościół parafialny pw. św. Józefa wzniesiony w XV w. z kamienia polnego, lekko bielony. Jest to kościół późnogotycki, salowy, bez wyodrębnionego prezbiterium (według dokumentów z XVII w.[5] miejscowa parafia wyposażona była w ziemię). Świątynia została częściowo przebudowana w XIX w. (szczyty dachu, otwory okienne). po II wojnie światowej do południowej elewacji kościoła dobudowano zakrystię, następnie w 1968 r. okna kościoła otrzymały witraże, wystrój częściowo barokowy. Świątynia stanowi dominantę układu przestrzennego wsi[6];
- cmentarz przykościelny z neogotyckim mauzoleum z II poł. XIX w. w formie ośmioboku nakrytego kopułą.

## Przypisy

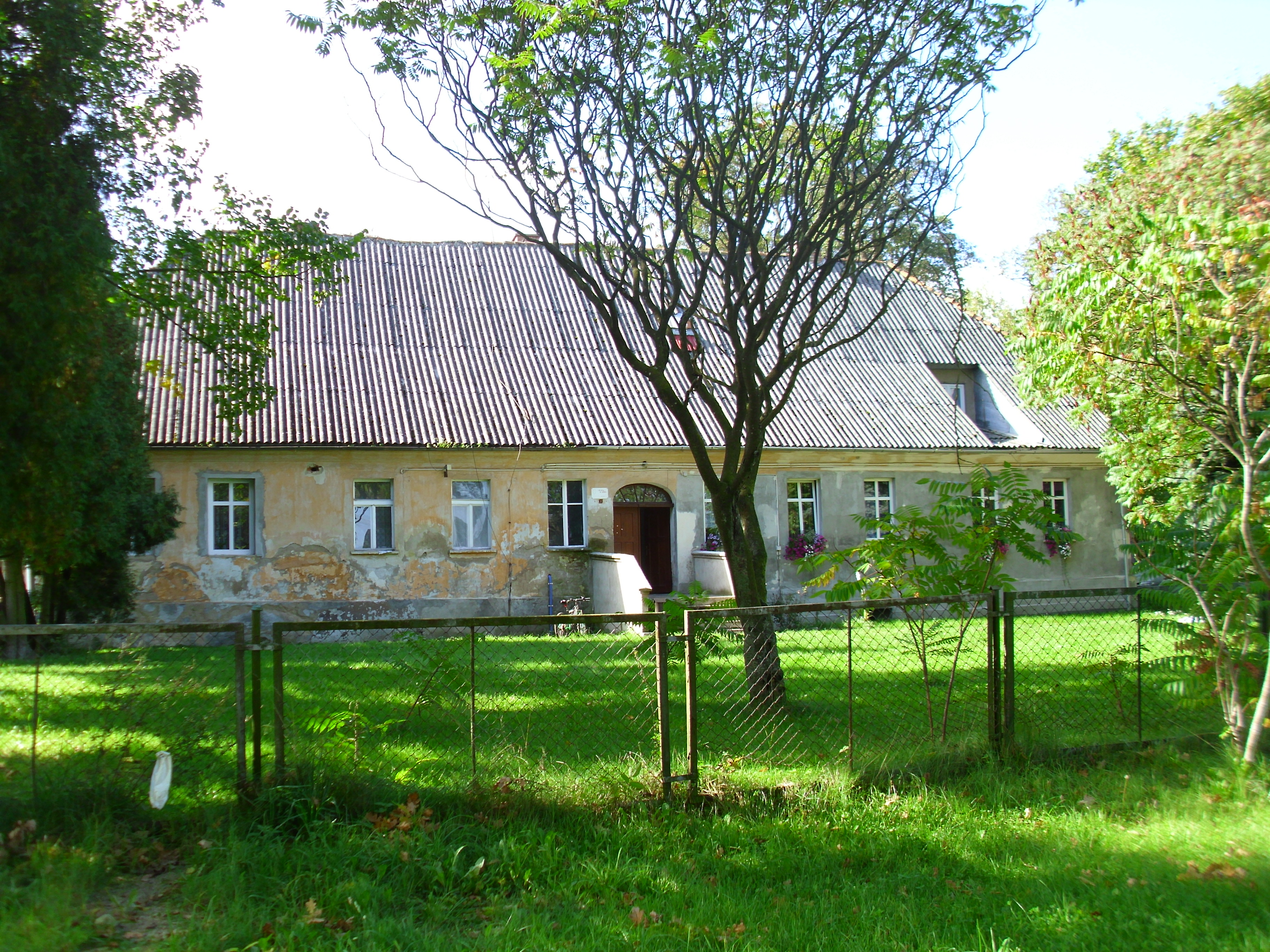
Dwór